# NGC 1823
NGC 1824 is een open sterrenhoop in het sterrenbeeld Tafelberg. Het hemelobject werd op 12 november 1836 ontdekt door de Britse astronoom John Herschel.

## Synoniemen
- ESO 56-SC51